# Rosalie Hale
Rosalie Lillian Hale je lik iz serije knjig Somrak, ki jih je napisala Stephenie Meyer in filmov sage Somrak.
Rosalie se je rodila v Rochestru v New Yorku leta 1915. Imela je dva mlajša brata, mamo gospodinjo in očeta, ki je delal v banki. Rosalie je bila lepa in mlada. S svojo lepoto je leta 1933, pri 18. letih zapeljala lepega sina, lastnika banke, Roycea Kinga. Rosalie in Royce sta se zaročila. Neke mrzle zimske noči, pa je Rosalie na poti domov zagledala Roycea, ki se vrača s svojimi pijanimi prijatelji. Ti so jo pretepli, slekli in pustili ležati v krvi. Tik pred smrtjo jo je našel Carlisle Cullen in jo spremenil v vampirko. Nekaj let pozneje je Rosalie na lovu v gozdu našla fanta, ki ga je napadel medved. Fanta je rešila in se kasneje z nim tudi poročila. Ime mu je bilo Emmett Cullen. Rosalie je znana, kot sestra dvojčica Jasperja Hala in pol-sestra Edwardu Cullenu in Alice Cullen ter svakinja Belli Cullen. Je hčerka Esme in Carlisla Cullena, teta Renesmee Cullen in žena Emmettu Cullenu. 
Liku je videz posodila ameriška filmska igralka, rojena v Los Angelesu, Nikki Reed.

## Pojavi

### Somrak
V Somraku se Rosaliein posvojeni brat Edward zaljubi v navadno dekle, Bello Swan, ki pa ima samo eno napako: je namreč človek. Vse se zdi v redu, saj Bella ne ve za njihovo temno skrivnost. Potem pa ji Edward s svojimi nadnaravnimi močmi reši življenje. Od Jacoba Blacka Bella sliši legendo, ki pravi, da je družina Cullen vampirska družina. Edward to označi za resnico, doda pa še, da njegova družina in on pijejo le živalsko kri. Bella nekako prenese resnico in vse je v redu, dokler Bella ne postane tarča vstrajnega zlobnega vampirja Jamesa in njegovih prijateljev Victorie in Laurenta. Cullenovi Bello sicer obvarujejo, vendar ne povsem, saj ubijejo le Jamesa.

### Mlada luna
Mlada luna se prične z Bellinim osemnajstim rojstnim dnevom. Bella ni ravno zadovoljna, saj to pomeni, da je starejša od svojega sedemnajstletnega fanta. Na njeni rojstnodnevni zabavi se Bella ureže v darilni papir. Vsi se lahko zadržijo, le Edwardov brat Jasper postane žejen Belline krvi, vendar ga Edward ustavi. Ta dogodek Edwarda opomne na to, da z njunim razmerjem Bello postavlja v nevarnost. Zato z Bello prekine vse stike, ko se Cullenovi preselijo iz Forksa.
Da bi Bella slišala Edwardov glas, se je vrgla s skal v morje. Pred gotovo smrtjo jo reši Jacob. Edwarda pa Rosalie obvesti, da je Bella mrtva in zato Edward odpotuje v Volterro (Italija), kjer namerava razjeziti Volturije, da bi ga uničili. Alice se zato vrne v Forks, kamor pride po Bello zato, da bi Edwardu lahko dokazala, da ni mrtva. Edward že skoraj naredi usodno napako, pa zagleda Bello in se zadnji hip ustavi. Odnese jo brez posledic.

### Mrk
V Mrku se nadaljuje drama med Bello in Edwardom. Edward Belli razloži, da je odšel zato, da bi Bello obvaroval pred Victorio in Laurentom. Bella se želi ljubiti in nato spremeniti v vampirko, vendar Edward ni zato, saj meni, da bi jo lahko med ljubljenjem poškodoval in da so vampirji nagnusne prikazni brez duše. Poleg tega pa se Edward lahko ne bi znal več obvladati in bi Bello z lahkoto ubil. Ker pa Belli to veliko pomeni, Edward pristane, vendar se želi prej poročiti.
Vampirka Victoria še vedno želi ubiti Bello, zato ustvari vojsko novorojenih vampirjev, ki se še ne znajo obvladati, so pa zato toliko močnejši. Da bi zatrli to grožnjo, se Cullenovi združijo z delom ameriških volkodlakov, ki ga vodi Jacob Black. Victorio Jacob na koncu uniči, Bella in Edward pa se odločita za njuno zaroko povedati tudi Bellinemu očetu Charlieju.

### Jutranja zarja
Jutranja zarja se začne z Edwardovo in Bellino poroko. Medene tedne preživljata na Esminem otoku, otoku, ki ga je Carlisle podaril Esme za poročno darilo. Na njuno poročno noč se prvič ljubita in zjutraj je Bella polna modric, Edward pa je ves obupan. Obljubi ji, da se dokler je človek, ne bosta več ljubila, vendar obljubo prelomi. Bella na medenih tednih zanosi.
Edward in Bella se odpeljeta nazaj v Forks in Edward jo skuša prepričati v splav, vendar Bella ni za. Kmalu tudi Edward vzljubi otročička.
Bella ob porodu skoraj umre, vendar jo Edward še pravi čas spremeni v vampirko. Rodi deklico, Renesmee Carlie Cullen. Nekaj časa se Bella ne sme pribljižati Renesmee, saj bi jo lahko ogrožala (Renesmee je napol vampir, napol človek). Ko pa jo vidi, ugotovi, da je Jacob z Renesmee doživel vtisnjenje - postopek, pri katerem volkodlaki najdejo dušo dvojčico.
Vampirka Irina napačno obvesti Volturijeve, da je Renesmee nesmrten otrok (to so vampirji, ki so jih kot otroke spremenili in se nikoli ne postarajo, torej nikoli ne odrastejo ter se ne znajo obvladovati: ko je razsajala kuga je veliko vampirjev majhne dojenčke spremenilo v vampirje, vendar so to prepovedali). Ko Volturijevi prispejo v Forks, da bi uničili tako Renesmee, kot Cullenove in Bello, pa jim Cullenovi in njihovi prijatelji dokažejo, da Renesmee ni nesmrten otrok. Volturijevi odidejo.

## Film
V filmih, posnetih po knjigah iz serije Somrak je Rosalie Hale upodobila igralka Nikki Reed.